# Paulina Bonaparte
Paulina Bonaparte (en francès Marie Paulette o Pauline Bonaparte), també coneguda com a Paulina Borghese, princesa de França, Princesa i duquessa de Guastalla (Ajaccio, Còrsega, 20 d'octubre del 1780- Florència, 9 de juny del 1825) va ser la germana petita i la preferida de Napoleó I.

## Infantesa
Pauline restà a Còrsega fins als 13 anys. El 1793 fugí de l'illa acompanyant la seva mare i germans tot seguint Napoleó, el germà gran.

## Matrimoni amb Charles Leclerc

Paulina Bonaparte, Princesa Borghese, en el seu casament (1797)

Pauline portà a França una vida intensa amb nombrosos escàndols amorosos, que portaren Napoleó a fer-la casar el 1797 amb Charles Victor Emmanuel Leclerc, general dels seus exèrcits. El 20 d'abril del 1798 els nasqué el seu únic fill, Dermide Louis Napoleon, que morí infant.
Pauline seguí Leclerc en el seu trasllat a Saint-Domingue (avui Haití) per fer fora del poder el general negre Toussaint-Louverture. Allà, Pauline seguí tenint diversos amants, sovint militars de baix rang, fins i tot quan el seu marit emmalaltí de febre groga, que li acabaria causant la mort.

## Matrimoni amb Camillo Borghese
El 1803 es casà, a requeriment del seu germà, amb el noble italià Camillo Filippo Ludovico Borghese. Dona amant de la bona vida i de l'encant de la cort, continuà donant lloc a nombrosos escàndols i se li atribueixen nombrosos amants.
Al llarg de tota la seva vida, Pauline restà fidel al seu germà Napoleó, entregant-li primer les seves joies i fent moviments més endavant per repatriar-lo del seu exili forçat.

## Emmalaltiment i mort

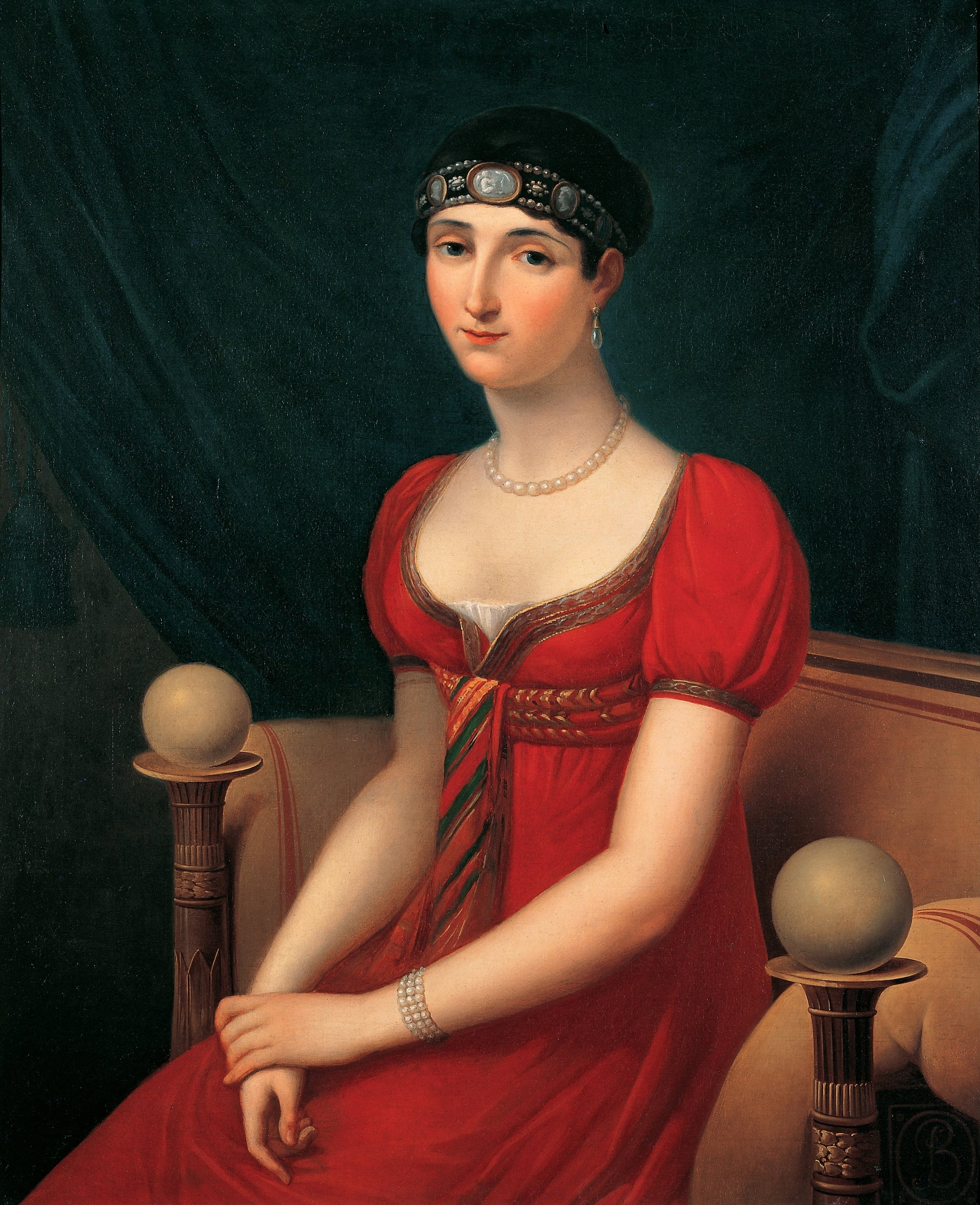
Pauline Bonaparte, per François-Joseph Kinson (1808)

Pauline visqué afectada per problemes ginecològics, agreujats per la seva vida promíscua. Finalment, morí a Florència només amb 44 anys, el dia 9 de juny del 1825, com a conseqüència d'una llarga malaltia neoplàstica del fetge.

## La Venus Victrix de Canova
Pauline fou una dona bella i li agradà lluir, cosa que la portà a ser la model nua de la cèlebre escultura neoclàssica en marbre d'Antonio Canova, la Venus Victrix, realitzada entre 1805 i el 1808 i que hom pot admirar a la Galleria Borghese de Roma, on ha estat des del 1830.